# Brintpille
En brintpille er en ammoniakholdig pille, som er udviklet på DTU i 2005, med kemiprofessor Claus Hviid Christensen i spidsen. Pillen består af sammenpresset magnesiumhexaamminchlorid, den kemiske formel for dette salt er Mg(NH3)6Cl2. Den hvide eller grålige pille er påtrykt "DTU" med røde bogstaver. Pillen har en karakteristisk, stikkende lugt af ammoniak (NH3), mens en tilsvarende pille, som er overfladebehandlet, er lugtløs.
Ved opvarmning til omkring 100 °C, afgiver pillen ammoniak og bliver til magnesiumchlorid MgCl2. Ammoniak er en gas som kan ledes over en varm platinkatalysator og omdannes til brint (H2) og nitrogen (N2). Brint er en meget energirig forbindelse, der ved reaktion med ilt omdannes til vand. Denne reaktion er meget energiafgivende (exoterm) og kan bruges alle steder hvor der brug for energi, og der er ilt. Brinten kan f.eks. også anvendes til at drive et fartøj. Brintpillen indeholder vægtmæssigt 9,1% brint, hvilket er højt.
Pillens bundne brint har et stort potentiale som brændstof til fremtidens fartøjer, da den løser et stort problem, der tidligere har været med brintdrevne fly, rumfartøjer, skycar og de såkaldte brintbiler – nemlig at brint er meget svært at opbevare. Det skal opbevares enten på gasform eller på væskeform. Begge former har komplikationer. På gasform skal der et meget stort volumen brint til, for at svare til en nutidig "tankfuld". På væskeform skal det opbevares ved meget lave temperaturer, da det ellers vil fordampe. Derudover er det måske største problem med at opbevare brint, at det er yderst brandfarligt.
Brintpillen løser opbevaringsproblemet ved at bære hydrogenatomer bundet på nitrogen som ammoniak, hvorefter ammoniak løbende frigives og omdannes til brint. På denne måde slipper man for at opbevare brint i bilen. Dette kan betyde at biler i fremtiden bliver sikrere, da bilen ikke bærer rundt på brandfarligt brændsel.
Brint kan enten forbrændes ved reaktion med ilt på gasform, som man kender det med lightergas, eller forbrændes i en brændselscelle. Brændselsceller er i stand til at tappe mere energi af forbrændingen end en traditionel afbrænding tillader. Det betyder at forbrændingen er langt mere effektiv, end den eksempelvis er med benzinforbrænding.

## Brint- og nitrogenkilder
Det formodes at brint i starten og en overgangsperiode vil komme fra fossile brændsler og med tiden vil komme fra vedvarende energikilder og evt. fission. Brint kan dannes ved elektrolyse af vand, en proces som kræver meget energi, og omdanner vand til ilt og brint.
I Haber-Bosch-processen kan brint bindes med nitrogen, som 78% af atmosfæren består af, til ammoniak. Fabrikker der laver ammoniaksalte til gødning har erfaring med at lave såkaldt nitrogenfiksering.
Det skal desuden bemærkes at gylle også er en kilde til ammoniak.